# Савка Дабчевич-Кучар
 Тази статия е за хърватския политик.  За птицата от семейство Патицови вижте Тръноопашата потапница.  
Савка Дабчевич-Кучар (6 декември 1923 г. – 6 август 2009 г.) е хърватски политик-комунист. Тя е една от най-влиятелните хърватски жените-политици в Комунистически период и през Хърватска пролет, първата жена министър-председател в историята на Европа. Тя се връща в политиката през първите дни на хърватската независимост като лидер на Коалицията на народното съгласие и хърватската Народна партия.

## Произход и младежки години
Савка Дабчевич е роден в Корчула в Кралството на сърбите, хървати и словенците в знатен хърватски род от Бока Которска. По време на Втората Световна война тя е партизанка до 1943 г., когато попада в синайския лагер Ел Шат като бежанец. След войната учи икономика в университета в Загреб и се омъжва за Анте Kучар през 1951 година.
Дабчевич-Кучар влиза в центъра на общественото внимание в края на 1960-те години като член на по-младото реформаторско поколение в Съюза на комунистите на Югославия. С мълчаливата благословия на Йосип Броз Тито, тя и Мико Трепало стават ръководители на Съюза на комунистите в Хърватия. През 1967 г. Дабчевич-Кучар става министър-председател на Социалистическа република Хърватия, първата жена на такава позиция в историята на Европа.

## Кариера
В края на 1960-те години, страната приема нов курс към по-голяма независимост на Хърватия в рамките на Югославия и повече свободи за хората. Тази политика се разпространява чрез масово политическо движение, наречено впоследствие хърватска Пролет, която е една от студентските революции през 1968. Дабчевич-Кучар се превръща в един от най-популярните политически лидери по това време, като дори е наричана „Савка, кралицата на хърватите“.
Не всички са доволни от новия курс. Откритите прояви на хърватския национализъм създават напрежение в етнически смесени райони, които служат като аргумент за Югославска народна армия и на по-консервативните елементи на партията, които искат движението да бъде потиснато. В същото време хърватското ръководство също е оспорено от студентско движение с още по-радикални искания.
През декември 1971 г. Тито прoвежда партийна конференция в Kaраджорджево и публично се обръща срещу Хърватската пролет под формата на „дружеска критика“, че не следва „линията на партията“. Това довежда до отговор от страна на Дабчевич-Кучар, публикуван във вестниците през декември, в който тя е приема цялата критика, с изключение на тези, които имат за цел да я представи като националист и враг на социалистическата самоуправляваща се система, към която тя публично изразява своята преданост. Тя се оттегля от Централния Комитет на Комунистическата партия на Хърватия и, в крайна сметка, от обществения живот. Заменена е от Милка Планинц.
Когато многопартийна демокрация най-накрая пристига в Хърватия, Дабчевич-Кучар и Трепало се завръщат на обществената сцена, като използват отдавнашната си репутация. Те отказват да подкрепят само една партия, а вместо това излизат с инициатива за създаване на широка коалиция, наречена Коалиция на народното съгласие. Тя не е в състояние да окаже значително влияние върху изборите 1990 година и повечето хора избират Франьо Туджман от Хърватския демократичен Съюз.
След като коалицията се разпада, Дабчевич-Кучар и Трепало формират своя собствена партия, Хърватска народна партия в края на 1990 година. На тази нова партия не се възлагат големи надежди, но до 1992 на президентските и парламентарните избори, тя вече се възприема като най-силната опозиционна партия в Хърватия.
Като кандидат-президент Дабчевич-Кучар губи от Дражен Будиша. Тя отказва да влиза в коалиция с други опозиционни партии, което позволява на управляващия Хърватски демократичен съюз да спечели някои райони с по-малко от една пета от всички гласове. Партията е унижени и почти фалирала след пищна, но неефективна кампания и застаряващата Дабчевич-Кучар отстъпва ръководството на партията на младия Радимир Чачич.

## Лични
Савка Дабчевич-Кучар умира в Загреб на възраст от 85 години.